# 硫化铍
硫化铍是一种离子化合物，化学式为BeS。

## 制备
硫化铍可以通过铍和硫的混合物在氢气环境下于1000~1300℃加热10~20分钟得到。
另一种方法是通过硫化氢和氯化铍在1150℃的反应，这种方法会有余氯杂质。